# Rising Down
Albums de The Roots
Game Theory
(2006) How I Got Over
(2010)
Rising Down est le huitième album studio des Roots, sorti le 29 avril 2008.

## Contenu
Rising Down est inspiré du livre de William T. Vollmann publié en 2003, Rising Up and Rising Down: Some Thoughts on Violence, Freedom and Urgent Means.
Les thèmes abordés dans l'album concernent les problèmes de la société contemporaine parmi lesquels la violence, la pauvreté, le climat social, l'environnement, la drogue, la corruption policière mais également l'industrie musicale.

## Critique et succès commercial
Rising Down a reçu des avis positifs de la plupart des critiques. Le site Metacritic lui a attribué le score de 80 sur 100, basé sur 27 commentaires « généralement favorables ».
L'album s'est classé 3e au Top R&B/Hip-Hop Albums et 6e au Billboard 200. Lors de sa sortie, Rising Down fut l'album de rap le plus vendu de la semaine (54 000 exemplaires).

## Liste des titres
| No  | Titre                                                                      | Contient un (des) sample(s) de                            | Durée |
| --- | -------------------------------------------------------------------------- | --------------------------------------------------------- | ----- |
| 1.  | The Pow Wow                                                                |                                                           | 1:15  |
| 2.  | Rising Down (featuring Mos Def et Styles P.)                               | Nothing Is the Same de Grand Funk Railroad                | 3:40  |
| 3.  | Get Busy (featuring Dice Raw et Peedi Peedi))                              | Pee-Wee's Dance de Joeski Love                            | 3:29  |
| 4.  | @15                                                                        |                                                           | 0:51  |
| 5.  | 75 Bars (Black's Reconstruction)                                           |                                                           | 3:15  |
| 6.  | Becoming Unwritten                                                         |                                                           | 0:36  |
| 7.  | Criminal (featuring Truck North et Saigon)                                 |                                                           | 4:08  |
| 8.  | I Will Not Apologize (featuring Porn et Dice Raw)                          | Mr. Grammarticalogylisationalism Is the Boss de Fela Kuti | 4:34  |
| 9.  | I Can't Help It (featuring Malik B, Porn, Dice Raw et Mercedes Martinez)   |                                                           | 4:39  |
| 10. | Singing Man (featuring Porn, Truck North et Dice Raw)                      |                                                           | 4:07  |
| 11. | Unwritten (featuring Mercedes Martinez)                                    |                                                           | 1:22  |
| 12. | Lost Desire (featuring Malik B et Talib Kweli)                             |                                                           | 3:58  |
| 13. | The Show (featuring Common et Dice Raw)                                    |                                                           | 3:44  |
| 14. | Rising Up (featuring Wale et Chrisette Michele)                            |                                                           | 4:19  |
| 15. | Untitled (Outro) (featuring Joe « A.J. Shine » Simmons et Richard Nichols) |                                                           | 4:19  |

| 16. | Birthday Girl (featuring Kelli Scarr et Patrick Stump)                     | 4:05 |
| 17. | The Grand Return (featuring Joe « A.J. Shine » Simmons et Richard Nichols) | 2:24 |
| 18. | Secret Track                                                               | 3:18 |